# Quadrivisio bengalensis
Quadrivisio bengalensis is een vlokreeftensoort uit de familie van de Maeridae. De wetenschappelijke naam van de soort is voor het eerst geldig gepubliceerd in 1907 door Stebbing.